# 雙薔棋
雙薔棋（Rosenkönig），是德國桌遊設計師Dirk Henn於1999年推出的帶有運氣的兩人棋類。

## 棋具
- 棋盤為9*9方格。
- 棋子為扁圓狀，兩面分別各代表一玩家，共52枚。
- 紙牌畫有八個方向之一與一到三其中一個數字，稱為權力牌，共24張。另有畫有騎士的紙牌，稱為英雄牌，每方4張。
- 代表皇冠的指示物一枚。[2]

## 棋規
- 權力牌混洗後，每方各抽5張作手牌，其餘為公用牌庫。每方有4張英雄牌。遊戲過程，手牌皆須公開。
- 初始佈置為皇冠放於中心格。
- 每方回合有以下兩種行動可選擇，皆無法執行時，放棄回合。
  - 打出一張權力牌，依照牌的方向、格數移動皇冠至空棋位，可穿越棋子，然後在抵達處放上己方面朝上的棋子。打牌時若附帶打出一張英雄卡，則可移至敵棋位，並將該敵棋翻為己方面。
  - 從牌庫抽一張牌來補充手牌，此動作只能在己方手牌未滿5張時執行。
- 當棋子皆下完或兩方都無法執行動作時，遊戲結束。分數等於玩家各以鄰邊相連己方棋塊的棋子數平方的加總，高分者勝。[2]

## 外部連結
- 遊戲介紹 （页面存档备份，存于）